# B. Nagy Margit
B. Nagy Margit, Benkőné (Gyoma, 1928. május 4. – Budapest, 2007. március 4.) magyar művészettörténész, Benkő Samu művelődéstörténész felesége.

## Életútja
Középiskolát Kecskeméten és Marosvásárhelyt végzett, a kolozsvári Bolyai Tudományegyetem bölcsészhallgatója (1946–1950), majd tanársegédje (1950–1952). Az egyetemről való eltávolítása után a Román Akadémia kolozsvári fiókjának kutatójaként került az Erdélyi Múzeum-Egyesület (EME) egykori, az Akadémiai Fiók kezelésébe került levéltárába, nyugalomba vonulásáig kutatója, majd főkutatója a kolozsvári Akadémiai Fiók Történeti és Régészeti Intézetének.

## Munkássága
Első cikkét Vajdahunyad váráról az Utunk (1956/33) közölte. A Kelemen-emlékkönyvben (1957) a betlenszentmiklósi kastély építéstörténetéről írt tanulmányával szerepelt. Műtörténeti elemzéseiben a levéltári források feldolgozását kötötte össze helyszíni tanulmányozással. Így elevenítette fel a kolozsvári Bánffy-palota és a hadadi Wesselényi-kastély barokk építkezéseit (Studii și Cercetări de Istoria Artei 1966/1 és 1967/2), mutatta be Kolozsvár 19. század eleji városrendezését (Korunk 1967/1), ismertette a klasszicizmus és a romantika kolozsvári építészmestereit (Korunk Évkönyv 1973).
A székelykapu eredetéről és múltjáról írt összefoglaló tanulmányt (Hargita Kalendárium 1972). Részt vett Erdély műemlék-topográfiájának elkészítésében. Célratörő rendszerességét méltatva, Jakó Zsigmond így jellemezte művészettörténeti munkásságának jelentőségét: "...új témákat szólaltatott meg kutatásunkban. A műalkotások és mestereik történetének hagyományosan művelt témái mellett nála jelentkezik először szakirodalmunkban kutatási tárgyként, egyebektől eltekintve, a munkaszervezet, a művészet és az alkotó ember kapcsolata a társadalommal, a megrendelő, a tervező és a kivitelező bonyolult viszonya, a városrendezés vagy a helyi művészeti központok kérdéscsoportja."

## Művei
- Reneszánsz és barokk Erdélyben (Művészettörténeti tanulmányok, 1970)
- Várak, kastélyok, udvarházak, ahogy a régiek látták (XVII-XVIII. századi erdélyi összeírások és leltárak, 1973)
- Stílusok, művek, mesterek (1977); sajtó alá rendezi Kelemen Lajos tudományos hagyatékát (I. kötete: Művészettörténeti tanulmányok. Szabó T. Attila bevezető tanulmányával, 1978)

## Emlékezete
Stílusok, művek, mesterek, Erdély művészete : 1690-1848 címmel 2009-ben a marosvásárhelyi Kultúrpalotában B. Nagy Margit művészettörténész tiszteletére emlékkonferenciát rendeztek erdélyi és magyarországi művészettörténészek.